# مقياس الارتفاع الراداري
مقياس الارتفاع الرإداري (بالإنجليزية: radar altimeter)‏ أو مقياس الارتفاع الراديوي (بالإنجليزية: radio altimeter)‏ ويرمز له اختصارا RA أو Low Range Radio Altimeter (LRRA) وهو جهاز يستخدم لقياس الارتفاع عن التضاريس الموجودة تحت الطائرة أو مركبة الفضاء. وهذا النوع من مقياس الارتفاع يعطي المسافة ما بين جسم الطائرة والأرض التي تحتها مباشرة. ويختلف عن مقياس ارتفاع ضغطي (بالإنجليزية: barometric altimeter)‏ والذي يقرأ المسافة ما بين الطائرة ومستوى سطح البحر حسب المعلومات المعطاة مسبقا، والذي يعتمد على قياس الضغط الاستاتيكى خارج الطائرة ومعروف أن الضغط الجوي ينخفض مع الارتفاع ومقداره معلوم عند كل ارتفاع يعمل على تحويل الضغط الخارجى إلى قيمة للارتفاع بواسطة آلية معينة في العداد نفسه. وهو الارتفاع عن مستوى سطح البحر.

## الأساسيات

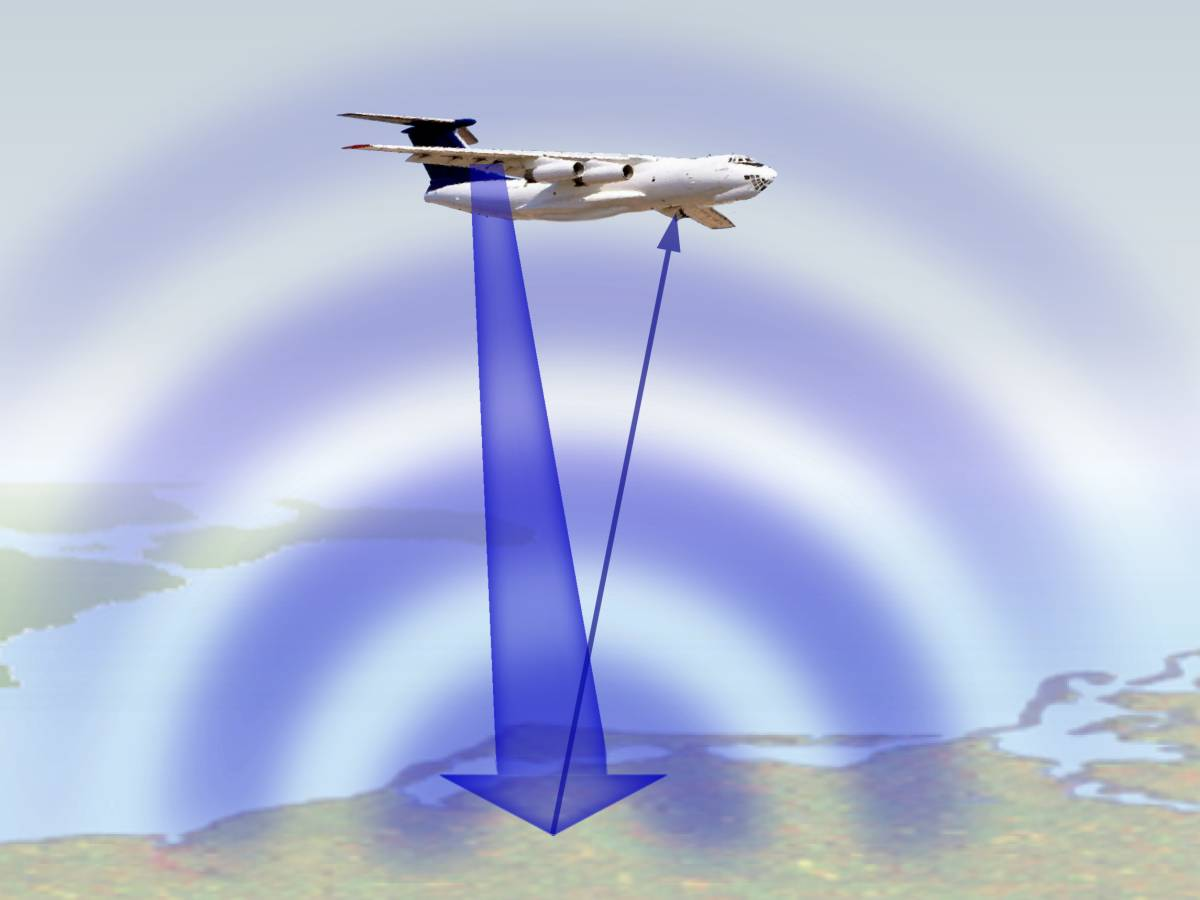
منظر داخلي للملعب

كلمة رادار المذكورة مسبقا هي الركيزة التي يعتمد عليها أساسيات هذا النظام. يتم إرسال نبضة قصيرة من موجة الراديو (إشعاع كهرومغناطيسي) ثم حساب الوقت حتى عودتها من الأرض، وسرعة الموجة هي سرعة الضوء(186.000 ميل بالثانية) والمسافة تكون نصف الرحلة كلها (ذهاب وإياب).
وهناك نظام بديل له وهو منظم تردد الموجات الرإدارية المستمرة (Frequency Modulated Continuous-wave radar)أو باختصار FMCW، كلما تبدلت الموجة كلما أعطى مسافة أكثر للقراءة. وتلك الطريقة تعطي دقة أفضل من الطريقة المذكورة سابقا وبنفس كلفة المقياس الرإداري حسب المعايير الصناعية.

## الاختراع
اكتشف مقياس الارتفاع الرإداري بواسطة المهندس الأمريكي لويد اسبنشيد عام 1924، ولكن الاختراع استغرق 14 عاما حتى تمكنت مختبرات بيل من جعل هذا الجهاز قابل للاستخدام بالطائرات.

## التطبيقات المدنية
مقياس الارتفاع الرإداري يستخدم في الطائرات التجارية عند نطاق الوصول والهبوط وخاصة بالحالات التي يقل فيها مدى الرؤية، وبالهبوط الآلي الذي يساعد الطيار الآلي على معرفة بداية نطاق المطار. وهو عموما يعطي القراءة ابتداء من 2,500 قدم (760 م) فوق مستوى سطح الأرض.
تكاد جميع الطائرات المدنية الحديثة مجهزة بجهاز واحد لمقياس الارتفاع الرإداري على الأقل، والطائرات الحديثة الضخمة مثل بوينغ 777 تكون بها ثلاث أجهزة مقياس الارتفاع الرإداري. حيث يكون لكل واحد منها مرتبط بجهاز الهبوط الآلي. وهو يعتبر الجزء الأساسي لنظام إنذار قرب الأرض (GPWS)، والذي ينذر الطيار في حالة الطيران بارتفاع منخفض أو النزول بسرعة. وبما أن المقياس الرإداري لايري التضاريس التي أمام الطائرة وإنما التي تحتها فقط، هذه وظائف تتطلب معرفة الموقع وتضاريس هذا الموقع على الأرض أو رادار يرى التضاريس الأمامية والذي يستخدم تكنولوجيا مماثلة لمقياس الارتفاع الرإداري.
ومن الطريف أن هذا النظام يسمى بمقياس ارتفاع بينما المعطيات التي يوفرها لاتسمى ارتفاع (altitude) بعرف الطيران. فالارتفاع هو المسافة فوق سطح البحر والتي تقرأ من خلال جهاز مقياس الارتفاع الضغطي. والأقرب لها هي كلمة علو (height) عن سطح الأرض.
يعمل مقياس الارتفاع الرإداري على نطاق الموجي E أو Ka أو S لقياسات فوق سطح البحر المتطورة. وبإمكان هذا النظام العمل وإعطاء القراءات الدقيقة والصحيحة فوق الماء، وهذا الشيء يستخدم عند النقل من وإلى آبار النفط البحرية.

## التطبيقات العسكرية
تستخدم الطائرات العسكرية هذا النظام عند التحليق بارتفاعات منخفضة جدا وذلك للتحاشى اصطيادها عن طريق الرادار فتصبح هدفا للمضادات الأرضية أو صواريخ أرض جو. وهناك نظام تستخدمه الطائرات المقاتلة يسمى رادار التضاريس المتقدمة أو (terrain-following radar) وهي تقنية متقدمة تسمح لهذا النوع من الطائرات في الطيران بارتفاعات منخفضة جدا.